# What Love Is (Lied)
What Love Is (englisch für Was Liebe ist) ist ein englischsprachiger Popsong, der vom estnischen Sänger Uku Suviste komponiert und interpretiert wurde. Den Text schrieb Sharon Vaughn. Estland hätte mit diesem Titel beim Eurovision Song Contest 2020 in Rotterdam antreten sollen.

## Hintergrund
Suviste habe über Filipp Kirkorow Kontakt zu Sharon Vaughn hergestellt. Laut eigenen Aussagen habe er sie während des Produktionsprozesses des Liedes nie persönlich getroffen. Am 15. Februar 2020 nahm er am ersten Halbfinale der Show Eesti Laul 2020 teil, in welchem er den zweiten Platz belegte. Beim am 29. Februar stattfindenden Finale konnte er in beiden Abstimmungsrunden den jeweils ersten Platz erreichen und ging somit als Sieger der Show hervor.
Das zugehörige Musikvideo wurde am 30. November 2019 veröffentlicht. Es zeigt den Interpreten singend in einer leeren Lagerhalle, welcher nach und nach von Kerzen und Lichtern umgeben wird. Regisseur war Martin Heinla.

## Musik und Text
Auf die Frage, was Liebe sei, sagte Suviste, dass er die Antwort nicht in Worte fassen könne, die Texterin Vaughn es jedoch sehr gut gemacht habe. Er könne auf der Bühne durch seine Performance die Antwort am besten ausdrücken. Der Text besteht aus zwei Strophen. Nach der ersten Strophe folgt ein Pre-Chrous, bevor der Refrain das erste Mal gesungen wird. Daraufhin folgt die zweite Strophe, wonach erneut der Refrain gesungen wird. Schlussendlich wird der erste Teil des Refrains zweimal wiederholt, wobei bei der letzten Wiederholung der Text hauptsächlich vom Chor vorgetragen wird.

## Veröffentlichung
Der Titel wurde am 3. Dezember 2019 auf verschiedenen Musikstreaming-Plattformen veröffentlicht. Außerdem wurde eine Version in estnischer Sprache vorgestellt, welche jedoch bislang nicht veröffentlicht wurde. Den Text hierzu schrieb Leelo Tungal.

## Rezeption
Wiwibloggs bezeichnete den Titel als „klischeehafte Eurovisions-Ballade“. Dieser Aspekt wurde vom deutschen Blog ESC Kompakt jedoch positiv als „herrliche ESC-Powerballade“ hervorgehoben. Andere der deutschsprachigen Blogger wiederum beschreiben den Song u. a. als „Song, wie ihn sicherlich auch das ARD-Publikum mit Handkuss zum ESC geschickt hätte“. Außerdem sei er Suvistes schwächster Beitrag zum Eesti Laul.
Filipp Kirkorow zeigte sich enttäuscht, nachdem sich der estnische Rundfunk nach der Absage des Eurovision Song Contest 2020 gegen eine Direktnominierung Suvistes für 2021 aussprach. Er werde zu hart behandelt, weil er sich im kommenden Jahr erneut einer Wahl stellen müsste. Die Kritik wurde von Verantwortlichen zurückgewiesen.

## Beim Eurovision Song Contest
Estland hätte im zweiten Halbfinale des Eurovision Song Contest 2020 mit diesem Lied auftreten sollen. Aufgrund der fortschreitenden COVID-19-Pandemie wurde der Wettbewerb jedoch abgesagt.